# Stołeczny Dystrykt Regionalny
Stołeczny Dystrykt Regionalny (ang. Capital Regional District) – dystrykt regionalny w kanadyjskiej prowincji Kolumbia Brytyjska. Siedziba władz znajduje się w Victorii, która pełni również funkcję stolicy Kolumbii Brytyjskiej (stąd nazwa dystryktu).
Dystrykt ma 359 991 mieszkańców. Język angielski jest językiem ojczystym dla 86,1%, francuski dla 1,7%, niemiecki dla 1,4%, pendżabski dla 1,1% mieszkańców (2011).